# Jörg Runge
Jörg Runge (* 1972) ist ein deutscher Karnevalist, Büttenredner und Kommunikations- und Rhetoriktrainer, der vor allem im Kölner Karneval als „Dä Tuppes vum Land“ bekannt ist. Im Gegensatz zu den meisten anderen Büttenrednern trägt er große Teile seines Vortrags in Reimform vor.

## Leben
Nach der Ausbildung als „Praktischer Betriebswirt (KA)“ arbeitete er 15 Jahre als Berater im Arbeitgeber-Service der Bundesagentur für Arbeit unter anderem in der „Beratung von Unternehmen zu Rekrutierungsprozessen & Entwicklungen des Arbeitsmarktes“.
Es folgten diverse Qualifikationen (z. B. zum Kommunikations- und Rhetoriktrainer). Seit dem 1. August 2022 ist er als Kommunikations- und Rhetoriktrainer selbstständig.
Er lebt und arbeitet in Engelskirchen.

## Karneval
Im Jahre 2006 absolvierte er im Hürther Burgpark seinen ersten Vorstellabend, beim Karnevalsverband Rhein-Erft 1957 e.V. und wurde „vom Fleck weg gebucht“. Mittlerweile ist er Stammgast in den großen Karnevalssälen und Karnevalssitzungen (inkl. Fernsehsitzungen). Er ist aktives Mitglied im Stammtisch Kölner Karnevalisten 1951 e.V.

## TV-Auftritte außerhalb der Fernsehsitzungen (Auswahl)
- 2015: Blötschkopp und die Rampensäue, Folge 2[15]
- 2013: Rampensäue 2013[16]

## Dokumentationen
- 2013: Fastelovend in d’r Bütt - Unterwegs mit dem "Tuppes vum Land", Domradio[17]